# 財団
財団（ざいだん）とは、特定の目的を持って結合された財産の集合体。

## 各国における財団

### アメリカ合衆国

#### 財団に対する批判
ノーマン・ダッドはこうまで言う。「財団は結束の固いシステムであり、その目的は合衆国を建国の思想から乖離させるために国富を利用することである。財団は集産主義の統一された最大の圧力団体である。」
ヘリテージ財団のように、実態がシンクタンクであるような例は尽きない。
合衆国内では、1969年、596社にある財団の純収入がアメリカベスト50の銀行の純収入の2倍以上を超えていた。1790年に初めての財団が誕生して以降、アメリカの財団は急速に増え続けている。
「二重免税待遇」のあるアメリカの財団は、まるで寄進地系荘園である。ライト・パットマンは財団の違法行為やアメリカ合衆国内国歳入庁の怠慢などを徹底調査した上で、財団の存続期間を25年とするなどの提言を行っている。なお、パットマンの開催した公聴会での証言をもとに、財団の資金がCIAに流れていることが暴露され、社会に衝撃を与えた。

### 日本
日本法上では、権利の主体としての財団（財団法人）と、権利の客体としての財団（財団抵当）がある。その他、学校法人や相続人がいない相続財産も財団を構成する。